# Варве (Южно-Курземский край)
Ва́рве (латыш. Vārve) — населённый пункт в Южно-Курземском крае Латвии. Входит в состав Тадайкской волости. Расстояние до города Лиепая составляет около 28 км.
По данным на 2017 год, в населённом пункте проживало 22 человека. Рядом с селом находится платформа Тадайки железнодорожной линии Елгава — Лиепая.

## История
В советское время населённый пункт был центром Тадайкского сельсовета Лиепайского района.